# NGC 417
NGC 417 је елиптична галаксија у сазвежђу Кит која се налази на NGC листи објеката дубоког неба.
Деклинација објекта је - 18° 8' 55" а ректасцензија 1h 11m 5,5s. Привидна величина (магнитуда) објекта NGC 417 износи 14,3 а фотографска магнитуда 15,3. NGC 417 је још познат и под ознакама ESO 541-24, MCG -3-4-19, NPM1G -18.0052, PGC 4237.